# Munakkajärvi (sjö i Kuopio, Norra Savolax)
Munakkajärvi är en sjö i kommunen Kuopio i landskapet Norra Savolax i Finland. Arean är 45 hektar och strandlinjen är 4,37 kilometer lång. Sjön  ingår i Vuoksens huvudavrinningsområde.   Den ligger omkring 19 kilometer öster om Kuopio och omkring 350 kilometer nordöst om Helsingfors. 